# Вільгельм Екснер

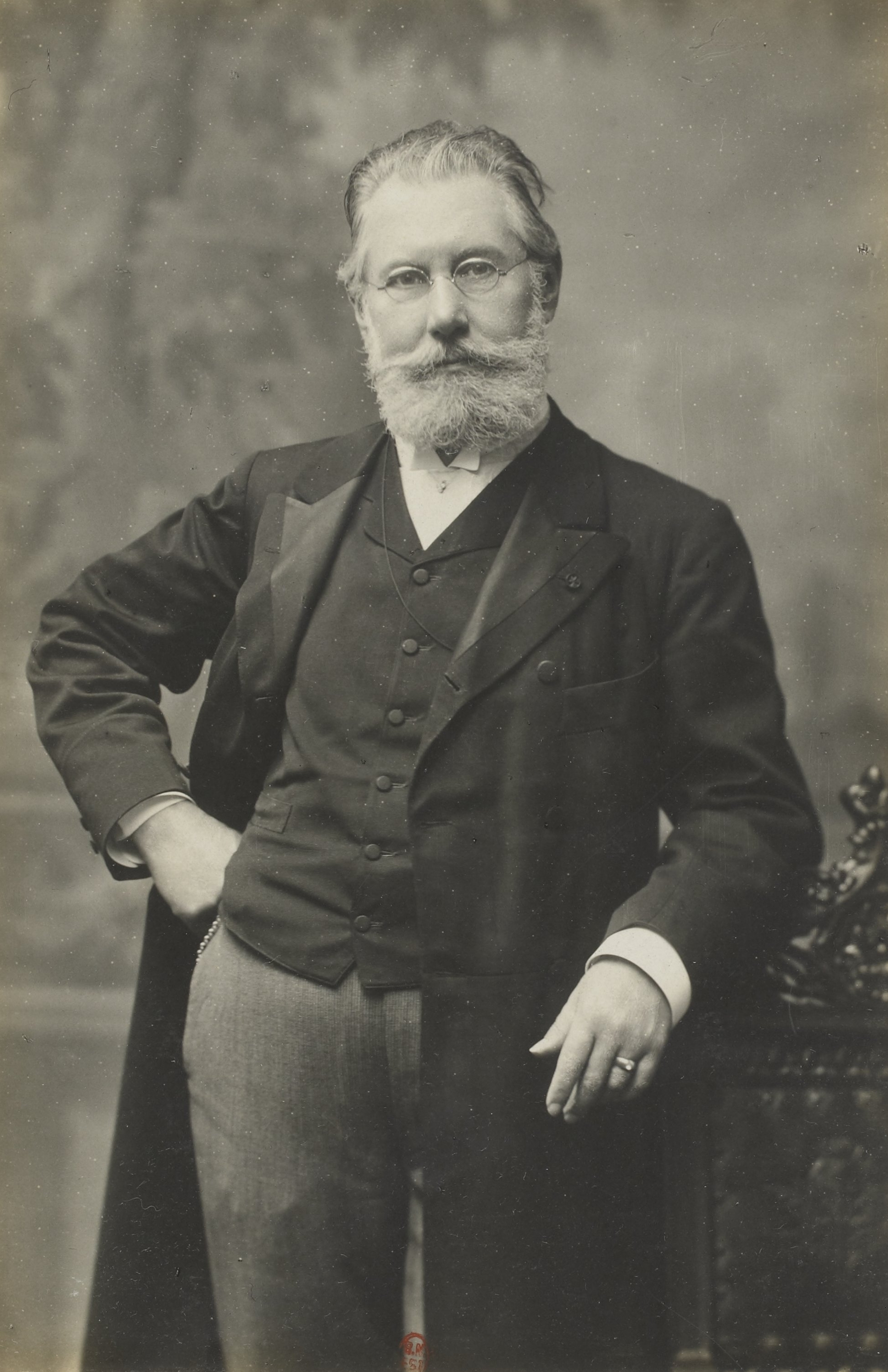
Вільгельм Франц Екснер (1900)

Ві́льгельм Франц Е́кснер (нім. Wilhelm Franz Exner; 9 квітня 1840, Гензерндорф, Нижня Австрія, Австрія — 25 травня 1931, Відень, Австрія) — австрійський технолог, почесний президент Австрійської торгівельної асоціації.

## Біографія
Вільгельм Франц Екснер закінчив курс у Віденському технічному університетіті. Екснер у віці 22 років був наймолодшим випускником університету, по кафедрі прикладної геометрії, будівництва та машинознавства. У 1862 році Екснер відвідав Всесвітню виставку в Лондоні, де почав заводити політичні та бізнесові зв'язки.
У 1869 році він став організатором новоствореної кафедри інженерного мистецтва та механічної технології у Лісничій академії Маріабрунна, а у 1875 його було призначено професором інженерії Агрономічного університету Відня. З 1881 до 1900 він був ректором цього університету.
Вільгельм Екснер Добився значних успіхів у справі професійно-технічної освіти як урядовий інспектор професійних училищ (з 1874) і віце-президент Нижньоавстрійського ремісничої спілки.
У 1879 році взяв участь у заснуванні Віденського технічного музею, директором якого і був призначений.
У 1882, 1885 та 1891 роках Екснер обирався до палати депутатів австрійського рейхсрату, де він за своїми поглядами примикав до німецько-ліберальної партії.

## Вшанування пам'яті
Екснеру присвячена австрійська поштова марка (1979, 2,5 шилінги).
Торгівельною асоціацією Австрії з 1921 року щорічно вручається Медаль Вільгельма Екснера науковцям за їхні досягнення, що зробили значний вплив на економіку.

## Нагороди
- Медаль Вільгельма Екснера (1921)

## Публікації

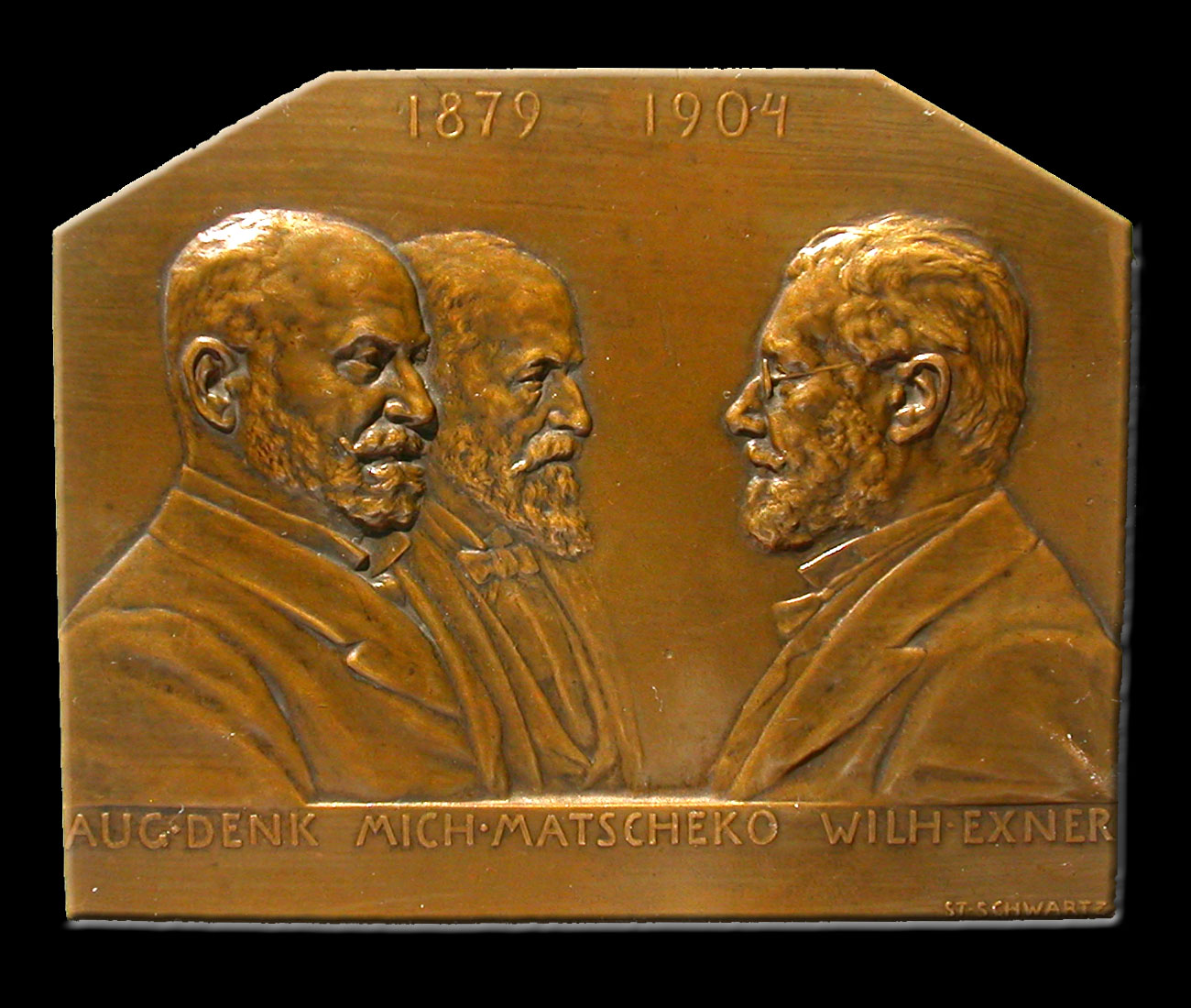
Медаль, присвячена наковцям Денку, Мащеко та Вільгельму Екснеру роботи медальєра

Його головною працею вважається атлас конструкцій «Werkzeuge und Maschinen zur Holzbearbeitung» («Інструменти та машини для деревообробки», Веймар, 1878—1883), третій том якого опрацьовано ним разом з К. Пфаффом

### Інші праці
- «Das Holz als Rohstoff für das Kuns tgewerbe» (ib., 1869)
- «Die Tapeten- und Bundpapierindustrie» (ib., 1869)
- «Die Kunsttischlerei» (ib., 1870)
- «Der Aussteller und die Ausstellungen» (2-е вид., ib. 1873)
- «Studien über das Rotbuchenholz» (В., 1875)
- «Holzhandel und Holzindustrie der Ostsee länder» (разом з G. Marchet, Веймар, 1876)
- «Das Biegen des Holzes» (ib., 1876)
- «Die mechanische Hilfsmittel des Steinbildhauers» (В., 1877)
- «Das moderne Transport wesen im Dienste der Land- und Forstwirtschaft» (Веймар, 1877)

### Публікації за редакцією В. Екснера
- «Beiträge zur Geschichte der Gewerbe und Erfindungen Oesterreichs» (В., 1873)
- «Die Hausindustrie Oesterreichs» (ib., 1890)
- «Mitteilungen des Technologischen Geverbemuseums» (ib., 1888).